# Патрік Несс
Патрік Несс (нар. 17 жовтня 1971 р.) — американський та британський письменник, журналіст, викладач і сценарист. Народився у Сполучених Штатах, згодом переїхав до Лондона та має подвійне громадянство. Він найбільш відомий своїми книгами для молоді, зокрема трилогією «Ходячий Хаос» та «Голос Монстра».
Несс отримав щорічну медаль Карнегі у 2011 та у 2012 роках за книги Монстри з людей та Поклик монстра. Він один із семи письменників, які вигравали дві медалі, а також другий, хто виграв їх поспіль.
Він написав сценарій до екранізації фільму «Голос Монстра» 2016 року, та також був творцем і сценаристом спінофу до серіалу «Доктор Хто» під назвою «Клас».

## Біографія
Несс народився поблизу військової бази Форт Бівер, неподалік від Александрії, штат Вірджинія, де його батько служив лейтенантом у армії США. Вони переїхали на Гаваї, де він жив до шести років, після цього він провів наступні десять років у штаті Вашингтон, згодом вони переїхали до Лос-Анджелеса. Несс займався вивченням англійської літератури в Університеті Південної Каліфорнії.
Після закінчення навчання він почав працювати корпоративним автором у кабельній компанії. У 1997 році він опублікував своє перше оповідання в журналі Genre, також у 1999 році коли він переїхав до Лондона він працював над своїм першим романом.

## Кар'єра
Першим з опублікованих романів Несса, був «Crash of Hennington» якій був опублікований у 2003 році, після цього у 2004 році вийшла збірка оповідань «Topics About Which I Know Nothing».
Першим підлітковим романом Несса став «Ніж, якого не відпустиш». Він отримав премію Guardian Children's Fiction Prize у 2008 році. Після цієї книги вийшли також «Запитання та відповідь» і «Монстри з людей». Разом ці три книги складають трилогію «Ходячий Хаос». Автор також написав три оповідання, дія яких відбувається у всесвіті "Ходячого Хаосу" це приквели «Новий світ» і «Широке, широке море», а також «Сніжний пейзаж», події якого розгортаються після подій «Монстрів з людей». Ці новели доступні для безкоштовного завантаження у версії для електронних книжок і були включені до британських друкованих романів 2013 року.
Оригінальна ідея книги «Поклик монстра» належить ірландській письменниці Шівон Дауд. Проте у Дауд був діагностований рак, і вона не змогла завершити історію до своєї смерті у 2007 році. Дауд і Несс мали спільного редактора в Walker, Деніз Джонстон-Берт, і після смерті Дауд Walker домовились, щоб Несс завершив історію використовуючи її нотатки. Несс каже, що єдиним проханням від видавця було написати книгу, яка, на його думку, сподобалася б Дауд. Як ілюстратора книги найняли Джима Кея, і вони завершили книгу, жодного разу не зустрівшись. Несс виграв премію Карнегі, а Кей отримав медаль Кейт Ґрінуей. Це перший раз, коли одна книга отримала обидві медалі.
7 травня 2013 року з'ясувалося, що Несс виявляється автором травневого короткометражного фільму «Tip of the Tongue», у якому зображені П'ятий Доктор і Нісса як частина одинадцяти коротких фільмів Пуфіна «Доктор Хто» на честь 50-річчя серіалу.